# Magnox

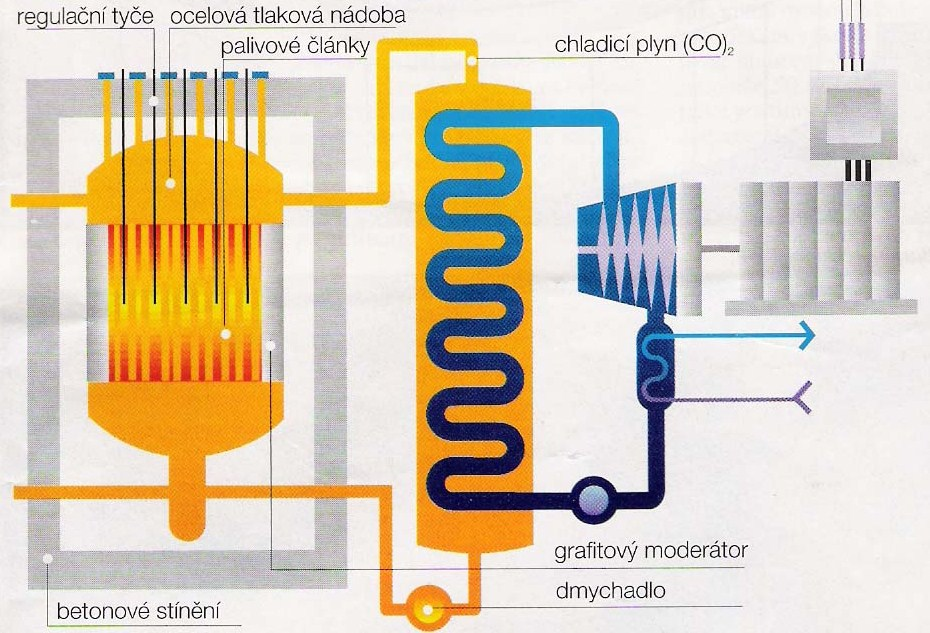
Schéma reaktoru Magnox

Reaktor typu Magnox je typ plynem chlazeného jaderného reaktoru (GCR - gas-cooled reactor). Palivem je přírodní kovový uran s pokrytím ze slitiny hořčíku a hliníku. Tato slitina má název Magnox (z anglického Magnesium non-oxidising) a z jejího názvu je odvozeno i jméno tohoto typu reaktoru. Mimo výrobu elektrické energie byl Magnox navržen také pro produkci 239Pu (podobně jako další typy reaktorů první generace).
Jedná se o reaktor moderovaný grafitem, přičemž grafit se v aktivní zóně nachází ve formě bloků, jimiž prochází kanály, do kterých je umísťováno palivo ve formě tyčí. Samotná aktivní zóna je chlazena oxidem uhličitým a nachází se v tlakové nádobě.
Reaktory tohoto typu byly stavěny v padesátých až sedmdesátých letech 20. století primárně ve Velké Británii, dva bloky byly postaveny v Itálii a v Japonsku. Poslední blok byl uzavřen v roce 2015. V roce 2020 probíhá jejich odstavování.
Vývoj reaktorů Magnox probíhal průběžně, tudíž každý z bloků lze považovat za unikát (což je viditelné například z různosti výkonů jednotlivých bloků). Jsou řazeny k reaktorům první generace. Jaderná elektrárna Wylfa byla poslední elektrárnou s reaktory první generace v provozu (k uzavření došlo v roce 2015).

## Historie

### Windscale
První jaderný reaktor ve Spojeném království byl Windscale Pile (srovnej s Chicago Pile) v Sellafieldu. Hlavním úkolem tohoto reaktoru byla produkce 239Pu z přírodního uranu, přičemž získané plutonium sloužilo pro vojenské účely.
Kovový uran byl uzavřen v nádobách z hliníku. Aktivní zóna reaktoru byla tvořena grafitem o vysoké čistotě ve formě kostek. Tyto byly seskládány do větší kostky (pile), do které byly horizontálně vyvrtány jednotlivé kanály. Do kanálů byly vkládány hliníkové nádoby obsahující uran. Vkládáním nových nádob byly staré posouvány, až nakonec na druhé straně aktivní zóny vypadávaly do bazénu s vodou. Celý systém byl chlazen vzduchem, přičemž jeho tah vznikal primárně díky komínovému efektu, sekundárně byl způsoben dmychadly. Teplý vzduch unikal komínem přímo do atmosféry, přičemž pro případ úniku radionuklidů byl komín vybaven filtry. Z důvodu bezpečnosti pracoval systém při relativně nízkých teplotách.
10. října 1957 došlo ve Windscale k nejhorší jaderné havárii na území Spojeného království. V důsledku nashromáždění Wignerovy energie došlo ke vznícení grafitu, přičemž požár se podařilo uhasit až za tři dny. Tato havárie je klasifikována jako událost pátého stupně škály INES, přičemž komplex Windscale/Sellafield je označován jako nejradioaktivnější místo v západní Evropě. Po této události byl závod uzavřen.

### Magnox
Z důvodu rostoucí poptávky po plutoniu a elektrické energii bylo ve Velké Británii rozhodnuto o výstavbě jaderných elektráren  (nutno podotknout, že rostoucí poptávka po plutoniu byla rozhodující). Při jejich designu mělo být maximálně využito zkušeností právě z Windscale Pile. Z důvodu nárůstu výkonu a teplot již nebyl vzduch vhodným chladivem. Proto byl pro chlazení vybrán oxid uhličitý. Nárůst teplot také znemožnil další využívání hliníku jako pokrytí, místo něj byla vyvinuta slitina Magnox. I přesto byla maximální teplota chladiva 360 °C. Kombinace nízké teploty chladiva, zvoleného moderátoru a požadovaného tepelného výkonu způsobila, že rozměry reaktoru musely být vcelku značné. Rychlost proudění chladiva musela být z důvodu jeho nízké tepelné kapacity také značná. První elektrárna s reaktorem typu Magnox (Calder Hall) byla uvedena do provozu v Sellafieldu dne 17. října 1956.

## Popis

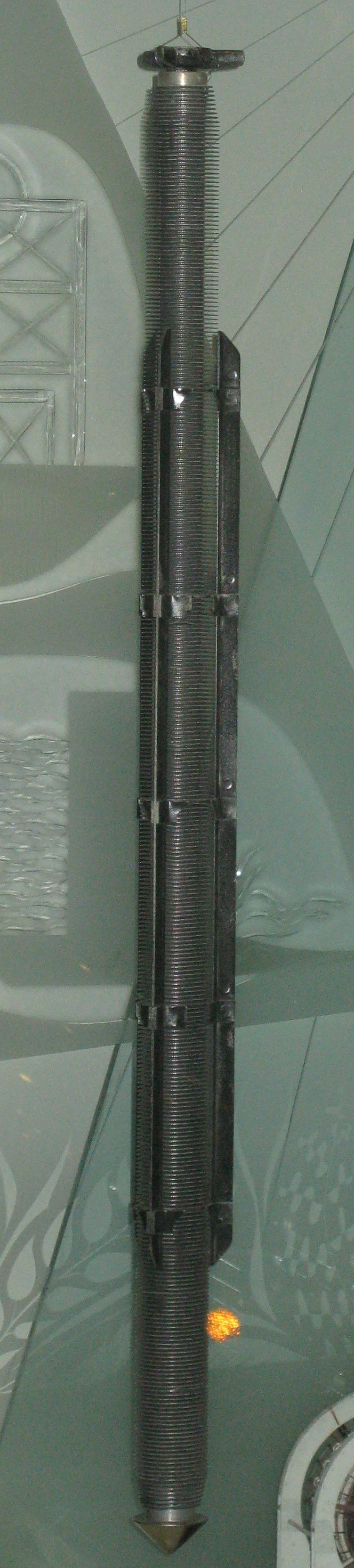
Palivová tyč do reaktoru Magnox raného designu

### Palivo
Jako palivo byl opět vybrán přírodní uran v kovové formě. Jak již bylo řečeno, tento byl pokryt slitinou Magnox, přičemž mezera mezi pokrytím a palivem byla vyplněna heliem o vysokém tlaku. Výhodou použité slitiny je její nízký účinný průřez pro absorpci neutronů a také to, že nereaguje s uranem. Nevýhodou je nízká maximální provozní teplota (415 °C). Slitina také reaguje s vodou, což znemožňuje dlouhodobé skladování paliva v tomto médiu. Konkrétní složení slitiny Magnox se lišilo model od modelu, například model Al80 byl z 0,8 % tvořen hliníkem a z 0,004 % berylliem, do některých modelů byl přidáván i vápník. Pro zlepšení odvodu tepla bylo na pokrytí paliva žebrování z téže slitiny, přičemž toto mělo šroubovicový tvar, což dále zlepšovalo odvod tepla. Palivové tyče byly na obou koncích vybaveny koncovkami, dolní koncovky bylo možné uzamknout do koncovek horních. Z důvodu použití přírodního uranu a výroby plutonia probíhala výměna paliva kontinuálně.

### Aktivní zóna
Stejně jako ve Windscale byla aktivní zóna reaktorů Magnox tvořena grafitem, v němž bylo vyvrtáno množství kanálů. Na rozdíl od Windscale však tyto kanály byly vertikální. Z důvodu zlepšení odvodu tepla byla aktivní zóna rozdělena do tří částí, přičemž kanály v každé části měly jiný průměr. Proto i patice palivových tyčí musely mít různé rozměry a musely být při přesunu tyče mezi jednotlivým zónami měněny. V jednom kanálu bylo nad sebou umístěno několik palivových tyčí, tyto do sebe byly uzamčeny, a to právě pomocí patic. Řetězová reakce byla regulována regulačními tyčemi z borované oceli. Pro spuštění řetězové reakce byla aktivní zóna vybavena několika neutronovými zdroji. Pozdější modely byly kromě regulačních tyčí vybaveny i dalšími tyčemi, jež měly za úkol upravovat rozložení toku neutronů. Palivo bylo zaváženo z horní části reaktoru pomocí pantografového mechanismu, který umožňoval výměnu paliva až v šesti kanálech najednou.
Aktivní zóna byla umístěna v reaktorové nádobě. Tato byla u raných modelů vyrobena z oceli, u pozdějších modelů (Oldbury, Wylfa) byla vyrobena z předpjatého betonu. Stínění okolí od ionizujícího záření z reaktoru bylo zajištěno betonem. U raných modelů byla z důvodu snížení ceny stíněna pouze nádoba, ne však parogenerátor, což způsobovalo úniky ionizujícího záření. U pozdějších modelů byly stíněním obklopeny i parogenerátory. Modely s ocelovou nádobou pracovaly s tlakem plynu od 6,9 do 19,35 bar, modely s betonovou nádobou pracovaly s tlakem od 24,8 do 27 bar.

## Technické informace
| Veličina                               | Calder Hall | Wylfa | Oldbury |
| -------------------------------------- | ----------- | ----- | ------- |
| Hrubý tepelný výkon (MW)               | 182         | 1875  | 835     |
| Hrubý elektrický výkon (MWe)           | 46          | 590   | 280     |
| Počet kanálů aktivní zóny              | 1696        | 6150  | 3320    |
| Průměr aktivní zóny (m)                | 9,45        | 17,4  | 12,8    |
| Výška aktivní zóny (m)                 | 6,4         | 9,2   | 8,5     |
| Střední tlak chladiva (bar)            | 7           | 26,2  | 25,6    |
| Střední vstupní teplota chladiva (°C)  | 140         | 247   | 245     |
| Střední výstupní teplota chladiva (°C) | 336         | 414   | 410     |
| Hmotnostní průtok chladiva (kg/s)      | 891         | 10254 | 4627    |
| Hmotnost uranu v aktivní zóně (t)      | 120         | 595   | 293     |
| Vnitřní průměr reaktorové nádoby (m)   | 11,28       | 29,3  | 23,5    |
| Vnitřní výška reaktorové nádoby (m)    | 21,3        | —     | 18,3    |
| Počet dmychadel                        | 4           | 4     | 4       |
| Počet parogenerátorů                   | 4           | 1     | 4       |
| Počet turbosoustrojí                   | 2           | 2     | 1       |

## Bezpečnost
Ve srovnání s ostatními reaktory první generace lze reaktory Magnox považovat za celkem bezpečné. To bylo způsobeno především jednoduchostí designu, nízkou hustotou výkonu a tím, že chladivem byl plyn. Jako maximální projektová havárie byla zvažována LOCA. V jejím případě mělo být chlazení zajištěno pomocí přirozené cirkulace chladiva, tudíž nemělo dojít k většímu narušení pokrytí paliva. Absence vody v reaktoru také zabraňovala explozi vodní páry. K jediné vážnější nehodě tak došlo v elektrárně Chapelcross. Zde byla natavena aktivní zóna z důvodu ucpání jednoho z kanálů, tento problém však odstranila obsluha reaktoru.
Přes tyto vlastnosti byly elektrárny stavěny mimo hustěji osídlená místa a taktéž nebyla povolena nová výstavba v okolí elektráren.
Hlavním problémem tak bylo vyšší ozáření obsluhy u starších modelů v důsledku absence stínění kolem parogenerátorů, jimiž unikaly hlavně neutrony a záření gama. Například někteří členové obsluhy elektrárny v Dungeness obdrželi jen z parogenerátorů v roce 2002 dávku 0,56 mSv.

## Seznam reaktorů

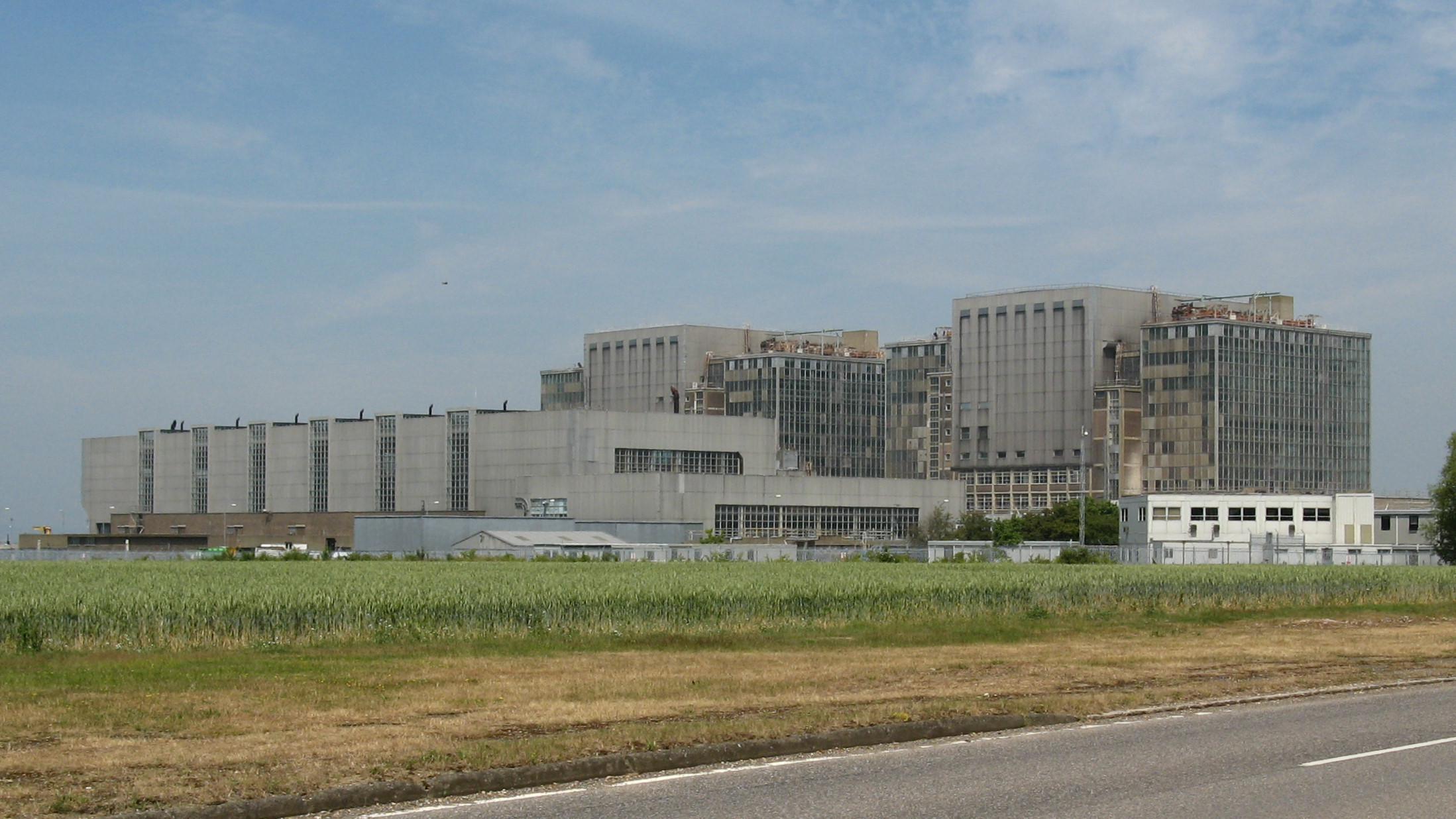
Jaderná elektrárna Bradwell během decommissioningu

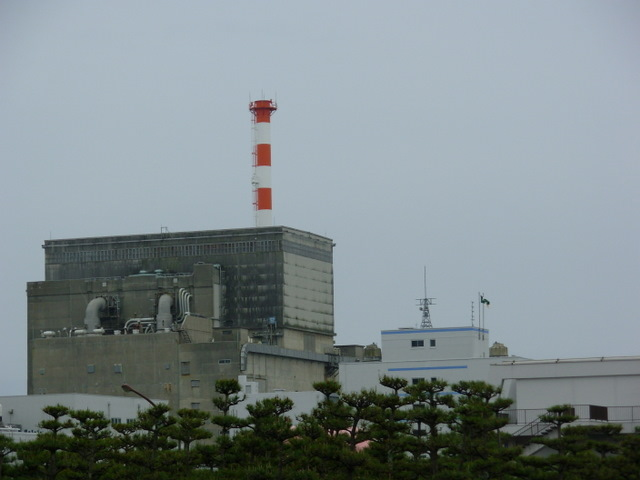
Jaderná elektrárna Tokai Mura

### Ve Spojeném království[6]
| Název             | Umístění                                | Počet bloků | Celkový hrubý výkon (MWe) | Připojení k síti | Uzavření |
| ----------------- | --------------------------------------- | ----------- | ------------------------- | ---------------- | -------- |
| Calder Hall       | poblíž Whitehavenu, Cumbria             | 4           | 200                       | 1956             | 2003     |
| Chapelcross       | poblíž Annanu, Dumfries a Galloway      | 4           | 240                       | 1959             | 2004     |
| Berkeley          | Gloucestershire                         | 2           | 276                       | 1962             | 1989     |
| Bradwell          | poblíž Southminsteru, Essex             | 2           | 242                       | 1962             | 2002     |
| Hunterston "A"    | mezi West Kilbride a Fairlie            | 2           | 360                       | 1964             | 1990     |
| Hinkley Point "A" | poblíž Bridgwateru, Somerset            | 2           | 470                       | 1965             | 1999     |
| Trawsfynydd       | Gwynedd                                 | 2           | 390                       | 1965             | 1991     |
| Dungeness "A"     | Kent                                    | 2           | 438                       | 1966             | 2006     |
| Sizewell "A"      | poblíž Leistonu, Suffolk                | 2           | 420                       | 1966             | 2006     |
| Oldbury           | poblíž Thornbury, Jižní Gloucestershire | 2           | 434                       | 1968             | 2012     |
| Wylfa             | Anglesey                                | 2           | 980                       | 1971             | 2015     |

### Mimo Spojené království[7][8]
| Název                     | Stát     | Počet bloků | Celkový hrubý výkon (MWe) | Připojení k síti | Uzavření                                    |
| ------------------------- | -------- | ----------- | ------------------------- | ---------------- | ------------------------------------------- |
| Jaderná elektrárna Latina | Itálie   | 1           | 160 MWe                   | 1963             | 1987 na základě referenda o jaderné energii |
| Jaderná elektrárna Tókai  | Japonsko | 1           | 166 MWe                   | 1966             | 1998                                        |